# اوبرگروپن‌فورر

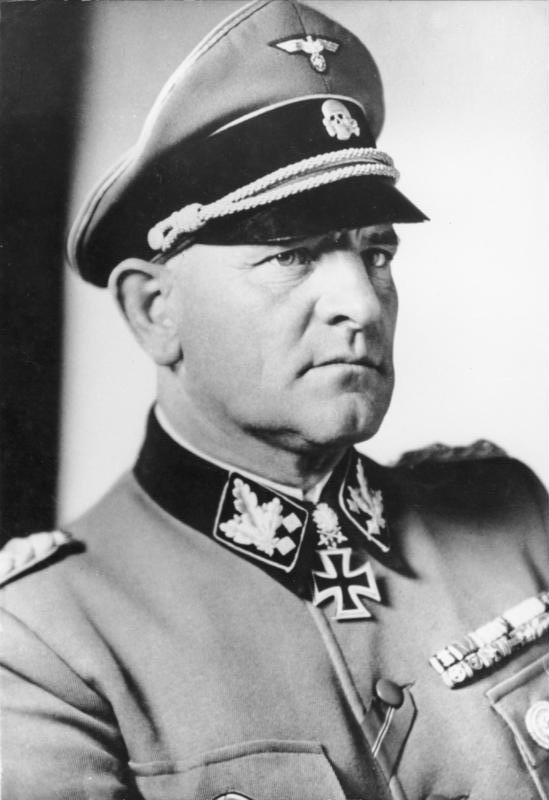
سپ دیتریش فرمانده نیروی محافظ مخصوص پیشوا -لایب‌اشتاندارته اس اس آدولف هیتلر- با درجه اوبرگروپن‌فورر. درجه روی یقه وی قرار دارد. علامت برگ و دو مربع کوچک

اوبرگروپن‌فوهرر(به آلمانی: Obergruppenführer) یک درجه مربوط به نیروهای نظامی حزب ملی سوسیالیست کارگران آلمان بود. این درجه در سال ۱۹۳۲ به عنوان یکی از درجه‌های نظامی اس آ درست شد و تا سال ۱۹۴۲ بالاترین درجه اس اس قبل از رایشسفورر-اس‌اس به حساب می‌آمد. رایشسفورر-اس‌اس درجه‌ای بود که فقط متعلق به هاینریش هیملر فرمانده اس‌اس بود. اوبرگروپن‌فورر به معنی رهبر عالی دسته می‌باشد. یکی از معروفترین دارندگان این درجه راینهارت هایدریش فرمانده «ستاد اصلی امنیتی اس‌اس» بود. این درجه معادل درجه کولونل‌گنرال ورماخت یا همان سپهبد است.

## نگارخانه

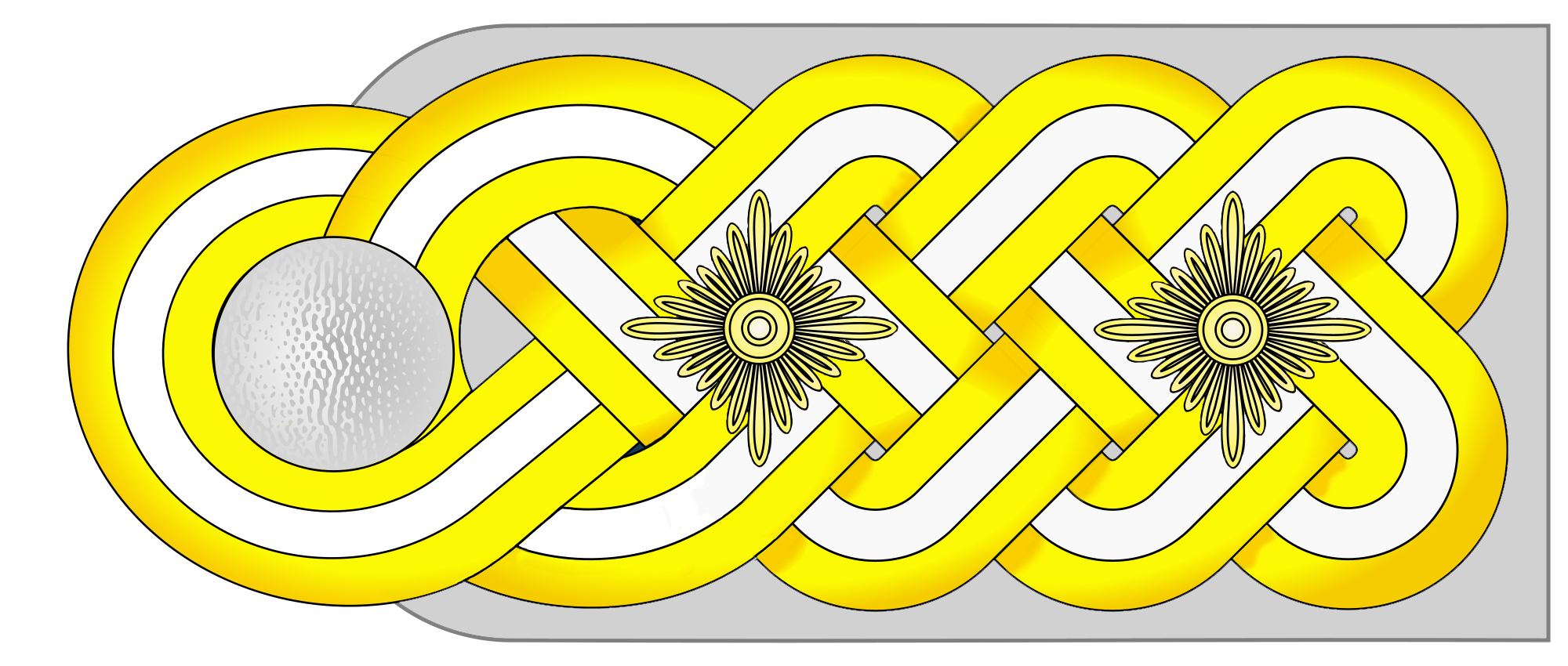
سردوشی
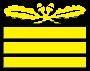